# Programröta
Programröta är inom programutvecklingsmetodik ett symptom i källkoden till ett program som antyder om bristfällig design eller arkitektur. Den engelska termen är code smell.